# Alodeltocephalus longuinquus
Alodeltocephalus longuinquus är en insektsart som beskrevs av George Willis Kirkaldy 1906. Alodeltocephalus longuinquus ingår i släktet Alodeltocephalus och familjen dvärgstritar. Inga underarter finns listade i Catalogue of Life.